# Màu phụ

Phối màu cộng sử dụng hệ màu RGB

Màu phụ, còn gọi là màu bù được tạo ra từ các màu gốc bằng cách trộn các màu cơ bản (tức màu gốc) với nhau. Trong cách phối màu cộng sử dụng hệ màu RGB, các màu cơ bản là lục, lam và đỏ. Khi đó:
- Màu lục + đỏ = Màu vàng
- Màu lam + đỏ = Màu cánh sen
- Màu lam + lục = Màu cánh chả

Trên hình ta thấy phần giao thoa giữa từng cặp màu cơ bản chính là màu phụ. Đó là ba màu vàng, cánh sen (hồng sẫm) và cánh chả (xanh lơ).
Các màu phụ được pha từ hai màu cơ bản đặt cạnh màu cơ bản còn lại sẽ tạo thành cặp màu bổ túc. Như vậy ta có các cặp màu bổ túc sau theo nguyên tắc phối màu cộng:
- Vàng - lam
- Cánh sen - lục
- Cánh chả - đỏ

Phối màu trừ sử dụng hệ màu C-M-Y

Trong cách phối màu trừ sử dụng hệ màu CMY thì ba màu cơ bản là xanh lơ (cánh chả), cánh sen (hồng sẫm) và vàng. Khi đó các màu phụ sẽ là đỏ, lục và lam:
- Màu cánh sen + Vàng = Đỏ
- Màu Cánh chả + Vàng = Lục
- Màu Cánh chả + Cánh sen = Xanh lam

Những cặp màu bổ túc là:
- Đỏ >< cánh chả
- Lục >< Cánh sen
- Lam >< Vàng

Trong một hệ phối màu khác do Charles Blanc lập ra năm 1867, ba màu cơ bản được chọn là Đỏ-Vàng-Lam. Pha ba màu gốc này cho kết quả như sau:
- Đỏ + Vàng = Da cam
- Đỏ + Lam = Tím
- Lam + Vàng = Lục
- Đỏ + Lam + Lục = Đen

Do đó, những cặp màu bổ túc là:
- Đỏ >< Lục
- Da cam >< Lam
- Vàng >< Tím